# Andrew McCabe
Andrew McCabe (né le 29 août 1990 à Longreach) est un athlète australien, spécialiste du sprint et du relais.
Il égale avec Anthony Alozie, Isaac Ntiamoah et Josh Ross le record d'Océanie du relais 4 × 100 m en 38 s 17 lors des Jeux olympiques de Londres 2012.